# آرتمیس ۱

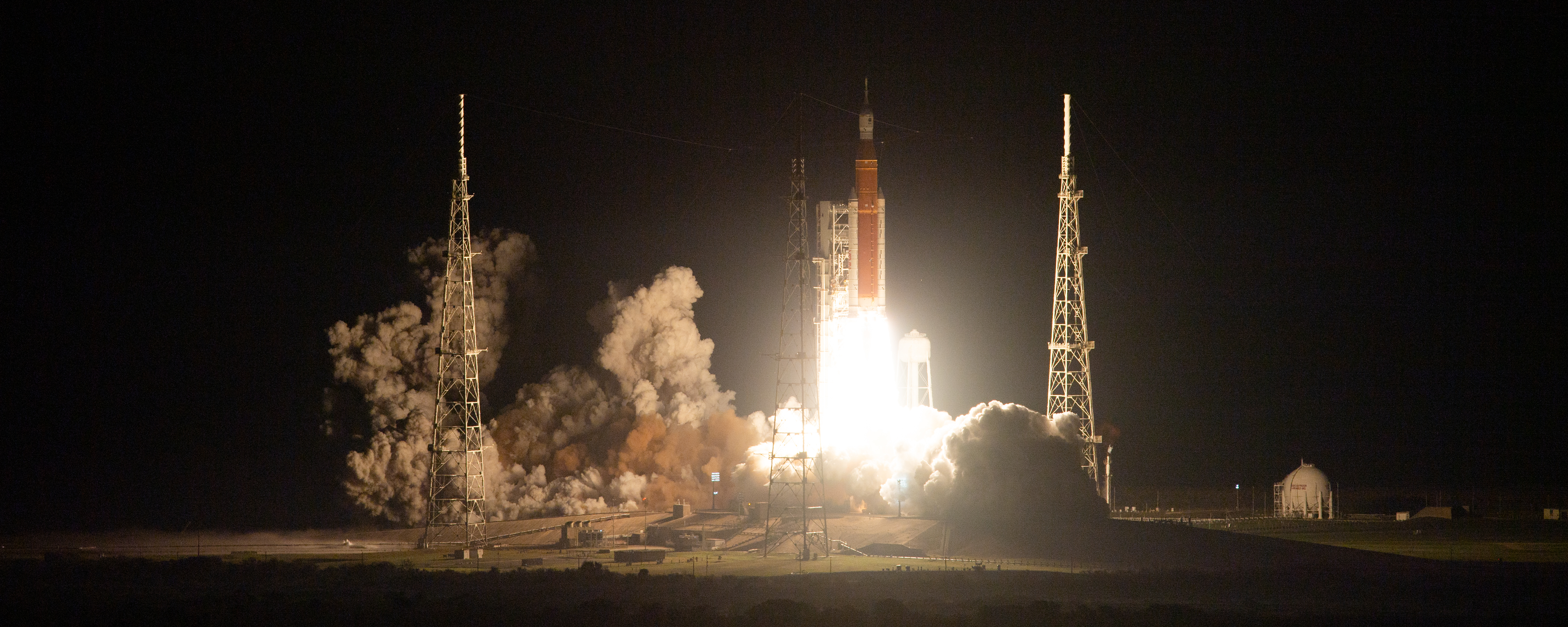
پرتاب آرتمیس ۱ در ۱۶ نوامبر ۲۰۲۲

آرتمیس ۱ (به‌طور رسمی آرتمیس I) یک مأموریت بدون خدمهٔ در حال انجام در مدار ماه، نخستین پرواز فضایی در برنامه فضایی آرتمیس ناسا و اولین پرواز موشک سامانهٔ پرتاب فضایی (SLS) آژانس و فضاپیمای کامل اوریون است. آرتمیس ۱ در ۱۶ نوامبر ۲۰۲۲ در ساعت ۱:۴۷:۴۴ صبح به وقت شرقی (6:47:44 UTC) با موفقیت از مرکز فضایی کندی پرتاب شد.
هدف اصلی از این مأموریت آزمایش فضاپیمای اوریون، به ویژه سپر حرارتی آن، برای استفاده در مأموریت‌های بعدی آرتمیس که در پی برقراری دوبارهٔ حضور انسان در ماه، نشان دادن فناوری‌ها و رویکردهای تجاری مورد نیازی که برای اکتشافات آینده از جمله مریخ و پیگیری بررسی‌های علمی است.
این پرواز نخستین پرواز یکپارچه ماژول اوریون و سامانه پرتاب فضایی است.
در ۱۶ نوامبر ۲۰۲۲ (۲۵ آبان ۱۴۰۱) در ساعت ۱:۴۷:۴۴ بامداد، پرواز بدون سرنشین و آزمایشی آرتمیس ۱ ناسا که با موفقیت به ماه راه‌اندازی شده فضاپیمای اوریون را به مأموریتی بین ۲۶ تا ۴۲ روزه به سوی ماه برده است. فضاپیمای اوریون دست کم ۶ روز از آن روزها را در مدار دور بازگشتی به‌دور ماه قرار دارد.در این مأموریت پس از رسیدن به مدار زمین و انجام یک مانور ورود به مدار انتقال ماه، ده ماهوارهٔ تاسواره‌ای را در مدار مستقر خواهد کرد. فضاپیمای اوریون بعداً به مدت شش روز وارد مدار رتروگراد دور خواهد شد و سپس در محافظت سپر حرارتی خود به جو زمین بازمی‌گردد و در پایین در اقیانوس آرام غوطه‌ور می‌شود. این مأموریت - اوریون و سیستم پرتاب فضایی را برای پروازهای با خدمه که با آرتمیس ۲ آغاز می‌شود، مطمئن‌سازی می‌کند. پس از مأموریت آرتمیس ۱، آرتمیس ۲ آرتمیس ۳ یک فرود با خدمه ماه را انجام خواهد داد؛ پنج دهه پس از آخرین مأموریت آپولو در ماه.

## پیشینه
این برنامهٔ فضایی نخستین بازگشت اکتشاف ماه با سرنشین آمریکا پس از برنامه آپولو نیست. در سال ۱۹۸۹، در بیستمین سالگرد فرود آپولو ۱۱ بر ماه، جرج اچ. دابلیو. بوش، رئیس‌جمهور وقت آمریکا، طرحی برای «ابتکار اکتشاف فضایی» را اعلام کرد که هدف آن فرستادن فضانوردان به ماه و مریخ بود. با این حال، گزارشی که نود روز بعد منتشر شد، تخمین زد که ابتکار اکتشاف فضایی ۵۰۰ میلیارد دلار هزینه خواهد داشت. این تخمین کنگره را از هزینهٔ بالای طرح آگاه کرد و بودجهٔ پیشنهادی به‌طور کامل رد شد.
پانزده سال بعد، در سال ۲۰۰۵، جورج دبلیو بوش برنامهٔ صورت فلکی را تأسیس کرد که هدف آن بازگرداندن انسان‌ها به ماه تا سال ۲۰۲۰ بود. این برنامه موشک‌های اریز ۱ و اریز ۵ (Ares I و V) را توسعه داد که توان حمل کاوشگر Altair و فضاپیمای اوریون را داشت، و حتی یک آزمایش پروازی از التیر ۱ و فضاپیمای اوریون را انجام داد. با این حال، مانند برنامهٔ قبلی خود، این برنامه توسط باراک اوباما، رئیس‌جمهور وقت، در فوریهٔ ۲۰۱۰ لغو شد، دلیل آن افزایش هزینه و جدول زمانی بود. برنامهٔ صورت فلکی به عنوان سلف معنوی برنامه آرتمیس در نظر گرفته می‌شود، زیرا فضاپیمای اوریون آن پس از پایان برنامه در حال توسعه نگه داشته شد و در نهایت بخشی از برنامهٔ آرتمیس خواهد شد.
این پرواز که اکنون آرتمیس I نامیده می‌شود، ابتدا در سال ۲۰۱۲ توسط ناسا مأموریت اکتشاف ۱ (EM-1) نامگذاری شد؛ زمانی که قرار بود به عنوان اولین پرواز برنامه‌ریزی شده سامانه پرتاب فضایی برای سال ۲۰۱۷ آغاز شود، و برای دومین پرواز آزمایشی بدون سرنشین اوریون که در آن اوریون برای انجام یک مأموریت هفت روزهٔ رفت و برگشت آماده شده بود.

## برنامهٔ مأموریت
هدف اصلی آرتمیس ۱ از این مأموریت اجرای امن نخستین آزمایش بدون سرنشین فضاپیما برای ورود، فرود، نزول در سطح اقیانوس و بازیابی کپسول در اتمسفر است. از ۱۶ اوت ۲۰۲۲، آرتمیس I سه فرصت راه‌اندازی رسمی در فاصلهٔ ۲۹ اوت، ۲ سپتامبر و ۵ سپتامبر ۲۰۲۲ را دارد.
آرتمیس I از بلوک ۱ سیستم پرتاب فضایی (SLS) به فضا پرتاب خواهد شد. مرحلهٔ اول بلوک ۱ شامل یک مرحلهٔ اصلی و دو تقویت کننده موشک جامد پنج‌بخش است. مرحلهٔ اصلی از چهار موتور RS-25D استفاده می‌کند که همهٔ آنها قبلاً در مأموریت‌های شاتل فضایی پرواز کرده‌اند. پیشرانهٔ اصلی و تقویت کننده‌ها با هم ۳۹٬۰۰۰ کیلو نیوتن (۸٬۸۰۰٬۰۰۰ پوند-نیرو) نیروی رانش در هنگام بلند شدن تولید می‌کنند. مرحله فوقانی که به عنوان مرحلهٔ پیشرانهٔ برودتی موقت (ICPS) شناخته می‌شود، بر اساس مرحلهٔ دوم برودتی دلتا ساخته شده است و توسط یک موتور RL-10B-2 نیرو می‌گیرد.
هنگامی که سامانه پرتاب فضایی ICPS در مدار قرار گرفت، یک تزریق ورود به مدار انتقال ماه (TLI) را انجام می‌دهد که فضاپیمای اریون و ده تاسواره (CubeSats) را در مسیری به‌سوی ماه قرار می‌دهد. سپس اریون از ICPS جدا می‌شود و فضای ماه قرار می‌گیرد. پس از جداسازی Orion، آداپتور مرحله‌ای ICPS ده تاسواره را در مدار مستقر خواهد کرد که آنها تحقیقات علمی و نمایش فناوری را انجام خواهند داد.
در اصل، این مأموریت برای دنبال کردن یک مسیر دور ماه بدون ورود به مدار اطراف ماه برنامه‌ریزی شده بود. با این حال، برنامه‌های فعلی فضاپیمای اوریون تقریباً سه هفته را در فضا سپری می‌کند، از جمله شش روز در یک «مدار رتروگراد دور» به دور ماه. بعد از ۲ هفته بودن در فضا، کپسول با سوخت پیشرانه ۸۰۰ کیلومتر (۵۰۰ مایل) بر فراز ماه خواهد گشت.

## پرواز

### پرتاب
در ساعت 6:47:44 UTC (۱:۴۷:۴۴ بامداد EST) در ۱۶ نوامبر ۲۰۲۲، آرتمیس ۱ با موفقیت از مجتمع پرتاب 39B در مرکز فضایی کندی پرتاب شد؛ نخستین بار در تقریباً ۵۰ سال گذشته ناسا موشکی را که برای سفر انسان به ماه، آپولو ۱۷ آخرین بار بود. این پرتاب همچنین اولین بار از زمان آرِس ۹ (Ares I-X) است که یک موشک از مجموعه پرتاب 39B پرتاب می‌شد. فضاپیمای اوریون و ICPS هر دو پس از جدا شدن از سامانه پرتاب فضایی در مدار مورد نظر قرار گرفتند و تقریباً ۸ دقیقه و ۳۰ ثانیه پس از پرتاب به مدار رسیدند.

### مدار ماه

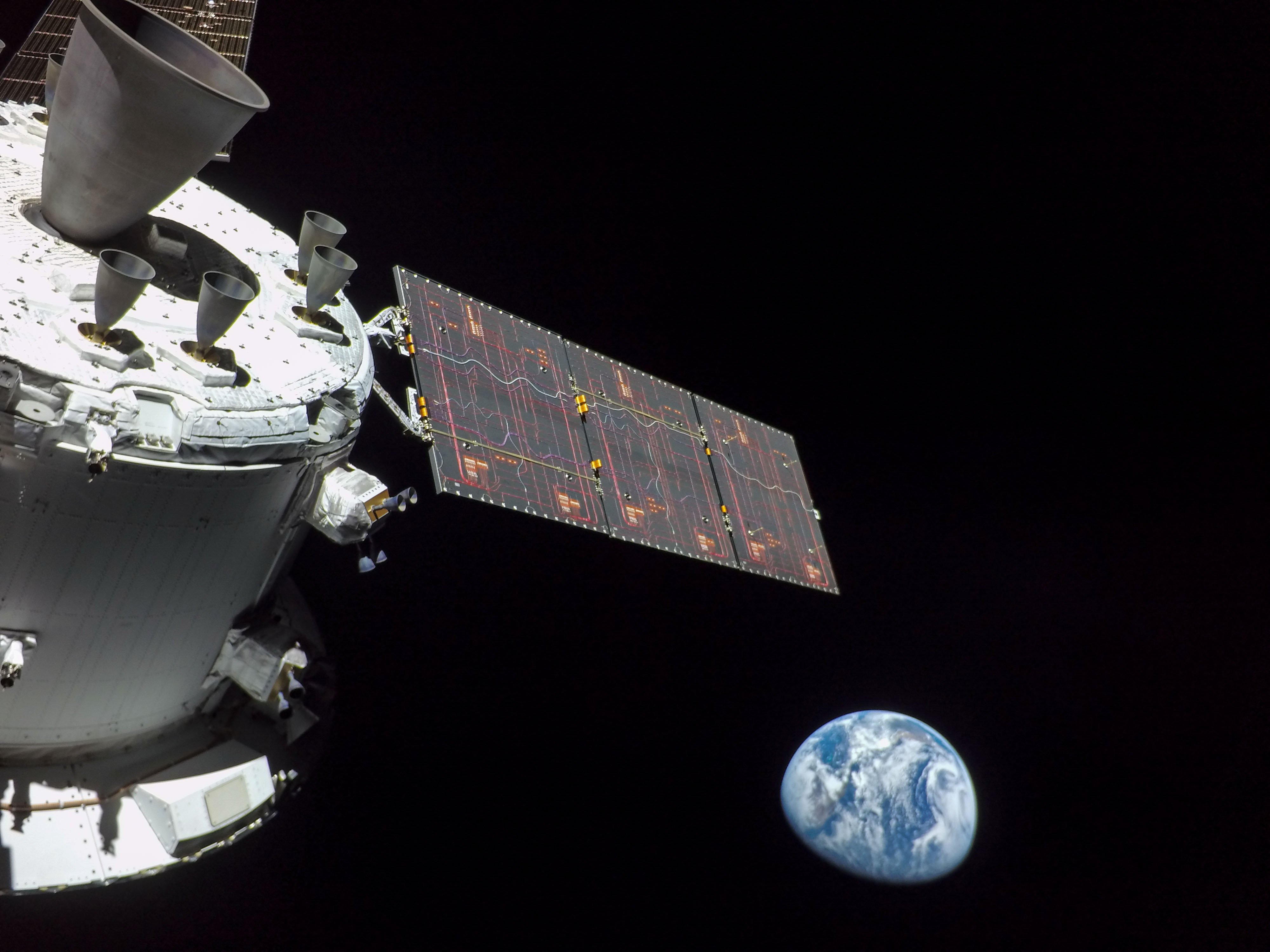
زمین از دیدگاه اوریون پس از ورود به مدار انتقال ماه

هشتاد و نه دقیقه پس از بلند شدن، ICPS تقریباً هجده دقیقه سوخت پیشرانه برای ورود به مدار انتقال ماه (TLI) شلیک کرد. پس از آن، از قسمت‌هایی که کارشان سپری شده جدا شد و رانشگرهای کمکی خود را شلیک کرد تا هنگام شروع سفر خود به ماه، با اطمینان و به راحتی از آنها دور شود.
در روز پنجم پرواز، ۲۰ نوامبر ۲۰۲۲ در ساعت ۱۹:۰۹ یوتی‌سی، فضاپیمای اوریون وارد حوزه نفوذ ماه شد، که در آنجا نیروی گرانشی ماه برای فضاپیما قوی‌تر از زمین می‌بود.
در ۲۱ نوامبر ۲۰۲۲، اوریون ارتباط خود را با ناسا قطع کرد و از ساعت ۱۲:۲۵ تا 12:59 UTC از پشت ماه گذشت. در آنجا، در طی یک مانور خودکار کنترل شده، اولین سوخت از چندین سوخت تغییر مسیر، به نام «سوخت با نیروی خروجی از پرواز»، برای انتقال اوریون به مدار رتروگراد دور در ساعت 12:44 UTC آغاز شد. موتور سیستم مانور مداری به مدت دو دقیقه و سی ثانیه شلیک کرد. در حالی که به‌طور مستقل عمل می‌کرد، اوریون کوتاه‌ترین نزدیکی خود به ماه را در فاصلهٔ حدوداً ۱۳۰ کیلومتری (۸۱ مایلی) بالای سطح در ساعت 12:57 UTC انجام داد.فضاپیما در ۲۵ نوامبر سوخت دیگری را انجام داد و سیستم مانور مداری (OMS) را به مدت یک دقیقه و بیست و هشت ثانیه شلیک کرد و اوریون را به سرعت ۳۶۳ فوت بر ثانیه (۳۹۸ کیلومتر بر ساعت) در نهایت وارد مدار کرد. در ۲۶ نوامبر، ساعت 13:42 UTC، اوریون رکورد دورترین فاصله از زمین را که توسط یک فضاپیمای درجه‌بندی شده توسط انسان در حال بازگشت به زمین طی شده بود، شکست. این رکورد قبلاً متعلق به مأموریت آپولو ۱۳ در ۴۰۰۱۷۱ کیلومتری (۲۴۸۶۵۵ مایل) بود.

## پنجره‌های پرتاب
در ژوئن ۲۰۲۲ مقاله‌ای در مورد پنجره‌های بالقوهٔ پرتاب آرتمیس I از ۲۳ اوت تا ۶ سپتامبر توسط «Spaceflight Now» منتشر شد.این مدت سپس به بین ۲۹ اوت و ۶ سپتامبر کاهش یافت:
- ۲۹ اوت ساعت ۸:۳۳ صبح به وقت EDT (12:33 UTC) - پنجره ۱۲۰ دقیقه‌ای (در L-40 دقیقه حذف شد)
- ۲ سپتامبر ساعت ۱۲:۴۸ بعد از ظهر EDT (16:48 UTC) - پنجره ۱۲۰ دقیقه‌ای (استفاده نشد)
- ۳ سپتامبر در ساعت ۲:۱۷ بعد از ظهر به وقت EDT (18:17 UTC) - پنجره ۱۲۰ دقیقه‌ای (ساعت L-2 ساعت و ۲۸ دقیقه و ۵۳ ثانیه حذف شد)
- ۴ سپتامبر، ساعت ۳:۴۴ بعدازظهر EDT (19:44 UTC) - پنجره ۱۲۰ دقیقه‌ای (استفاده نخواهد شد)[۳۷]
- ۵ سپتامبر ساعت ۵:۱۲ بعدازظهر EDT (21:12 UTC) - پنجره ۹۰ دقیقه‌ای
- ۶ سپتامبر، ساعت ۶:۵۷ بعدازظهر EDT (22:57 UTC) - پنجره ۲۴ دقیقه‌ای

### تلاش برای راه‌اندازی
پنجره پرتاب ۲۹ اوت به دلیل مشکل موتور در آخرین دقیقه‌ها از دست رفت و باعث شد ناسا پرتاب را حذف کند. موتور ۳ از چهار موتور موشک قبل از پرتاب دچار نشر هیدروژن از موتور شد و مهندسان نتوانستند آن مشکل را به موقع حل کنند. دیگر دشواری‌های فنی شامل تأخیر ۱۱ دقیقه‌ای ارتباط بین فضاپیما و کنترل زمینی بود. پنجرهٔ پرتاب بعدی ۲ سپتامبر ۲۰۲۲ است. opening at 12:48 pm منطقه زمانی شرقی، or 16:48 ساعت هماهنگ جهانی.
پس از اولین تلاش، پرتاب دوم برای بعدازظهر ۳ سپتامبر برنامه‌ریزی شد. پنجرهٔ پرتاب در ساعت ۲:۱۷ بعد از ظهر به وقت شرقی یا ساعت 18:17 UTC باز می‌شد و به مدت دو ساعت ادامه داشت. پرتاب در آن روز به دلیل نشت خط عرضهٔ سوخت در بازوی خدماتی که به بخش موتور متصل می‌شد حذف شد. تلاش بعدی برای دوشنبه، ۵ سپتامبر پیش‌بینی شد که انجام نشد.
وقوع توفند یان نیز باعث شد که تلاش بعدی به ماه نوامبر (۱۲ تا ۲۷) ماه موکول شود.